# Dzsungelláz
A Dzsungelláz (eredeti cím: Jungle Fever) 1991-ben bemutatott amerikai romantikus filmdráma, melynek forgatókönyvírója, rendezője, producere és egyik főszereplője Spike Lee. További fontosabb szerepekben Wesley Snipes, Annabella Sciorra, Ossie Davis, Ruby Dee, Samuel L. Jackson, Lonette McKee, John Turturro, Frank Vincent, Halle Berry (filmes debütálásaként), Tim Robbins, Brad Dourif, Queen Latifah, Michael Imperioli és Anthony Quinn látható.
Az Amerikai Egyesült Államokban 1991. június 7-én mutatták be. A kritikusok méltatták a filmet, főként Samuel L. Jackson alakítását, aki az 1991-es cannes-i filmfesztiválon elnyerte a legjobb férfi mellékszereplőnek járó díjat.

## Cselekmény
A történet az 1990-es évek elején játszódik New Yorkban és az eltérő rasszok közti párkapcsolatok témáját, illetve nehézségeit járja körül. A sikeres fekete harlemi építész, Flipper Purify és olasz-amerikai titkárnője, Angie Tucci egymásba szeretnek. Családjaik azonban rossz szemmel nézik párkapcsolatukat és a környezetükben élők sem fogadják el őket.

## Szereplők
| Színész            | Szerep                                     | Magyar hang          |
| ------------------ | ------------------------------------------ | -------------------- |
| Wesley Snipes      | Flipper Purify                             | Szabó Sipos Barnabás |
| Annabella Sciorra  | Angie Tucci                                | Kökényessy Ági       |
| Spike Lee          | Cyrus                                      | Harmath Imre         |
| Ossie Davis        | Dr. Purify tiszteletes                     | Rajhona Ádám         |
| Ruby Dee           | Lucinda Purify                             | Pásztor Erzsi        |
| Samuel L. Jackson  | "Gator" Purify                             | Csuja Imre           |
| Lonette McKee      | Drew Purify                                | Détár Enikő          |
| John Turturro      | Paulie Carbone                             | Kassai Károly        |
| Frank Vincent      | Mike Tucci                                 | Dengyel Iván         |
| Anthony Quinn      | Lou Carbone                                | Szabó Ottó           |
| Halle Berry        | Vivian                                     | Báthory Orsolya      |
| Tyra Ferrell       | Orin Goode                                 | Kiss Eszter          |
| Veronica Webb      | Vera                                       | Tallós Rita          |
| David Dundara      | Charlie Tucci                              | F. Nagy Zoltán       |
| Michael Imperioli  | James Tucci                                | Csík Csaba Krisztián |
| Nicholas Turturro  | Vinny                                      | Kálloy Molnár Péter  |
| Michael Badalucco  | Frankie Botz                               | Várkonyi András      |
| Rick Aiello        | Gary Long rendőr                           | Varga Tamás          |
| Miguel Sandoval    | Mark Ponte rendőr                          | Balázsi Gyula        |
| Debi Mazar         | Denise                                     | Orosz Anna           |
| Tim Robbins        | Jerry                                      | Epres Attila         |
| Brad Dourif        | Leslie                                     | Juhász György        |
| Theresa Randle     | Inez                                       | Incze Ildikó         |
| Queen Latifah      | pincérnő                                   |                      |
| Gina Mastrogiacomo | Louise                                     |                      |
| Charlie Murphy     | Livin Large                                | Janovics Sándor      |
| Giancarlo Esposito | hajléktalan (stáblistán nincs feltüntetve) |                      |

## Fordítás
- Ez a szócikk részben vagy egészben  a   Jungle Fever című angol Wikipédia-szócikk ezen változatának fordításán alapul.  Az eredeti cikk szerkesztőit annak laptörténete sorolja fel. Ez a jelzés csupán a megfogalmazás eredetét és a szerzői jogokat jelzi, nem szolgál a cikkben szereplő információk forrásmegjelöléseként.